# 1980年モスクワオリンピックの北朝鮮選手団
1980年モスクワオリンピックの北朝鮮選手団（1980ねんモスクワオリンピックのきたちょうせんせんしゅだん）は、1980年7月19日から8月3日にかけてソビエト連邦の首都モスクワで開催された1980年モスクワオリンピックの北朝鮮選手団、およびその競技結果。

## 概要
今大会は銀メダル3個、銅メダル2個の合計5個のメダルを獲得した。

## メダル
| メダル | 選手名         | 競技       | 種目                     |
| ------ | -------------- | ---------- | ------------------------ |
| 銀     | ジャン・セホン | レスリング | 男子フリースタイル48kg級 |
| 銀     | リ・ホピョン   | レスリング | 男子フリースタイル57kg級 |
| 銅     | リ・ビヨンウク | ボクシング | 男子ライトフライ級       |